# Abbazia di Remiremont
L'abbazia di Remiremont è un'antica abbazia benedettina che diede origine alla cittadina francese di Remiremont, nel dipartimento dei Vosgi in Lorena. La chiesa, con annessa cripta, è classificata Monumento storico dal 29 dicembre 1983.

Monumento storico francese

## Origine
Essa fu fondata verso il 620 da san Romarico, signore alla corte di Clotario II, su un antico oppidum romano. San Romarico era stato convertito da sant'Amato.
Si trattava di un monastero doppio, la comunità dei monaci nella valle e quella delle monache su un'altura, che fu dedicato a San Pietro. Fra le badesse dell'abbazia si annovera santa Mactefelde, deceduta verso il 622, santa Chiara, deceduta verso il 652 e santa Gebetrude, deceduta verso il 673.
A seguito delle invasioni degli Unni e dei Goti, nell'818, fu eretto un convento fortificato alla confluenza della Mosella e della Moselletta. Nel 910 le religiose, minacciate dall'invasione degli Ungari, trovarono rifugio a Remiremont, che si sviluppò attorno ad una città di re franchi e nell'XI secolo esse vi s'installarono definitivamente. Un violento incendio distrusse il monastero nel 1057.
Le religiose abbandonarono l'osservanza della regola benedettina, ottennero dal papa la secolarizzazione ed il privilegio di essere totalmente estranee alla giurisdizione del vescovo, riferendo direttamente alla Santa Sede.

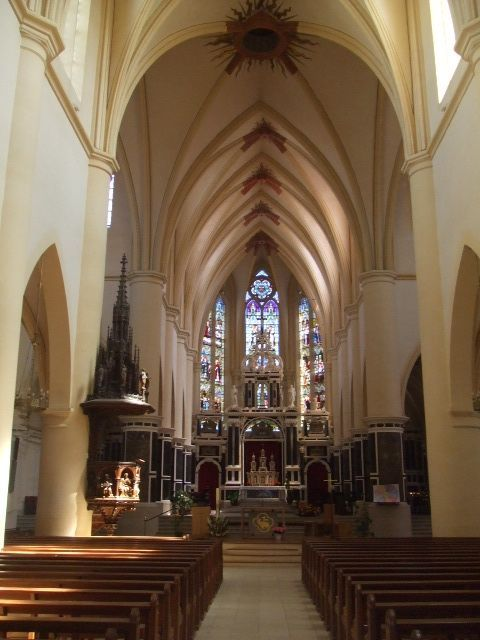
Interno dell'Abbazia di Remiremont

## Le canonichesse
Colmate di beni dai duchi di Lorena, dai re di Francia e dagli imperatori germanici, le suore di Remiremont acquisirono una grande potenza.
Le badesse avevano il rango di principessa sovrana (Fürstin) del Sacro Romano Impero e ricevevano l'investitura solo dalle mani del papa.
Le cinquanta canonichesse erano scelte fra quelle che potevano vantare un'ascendenza nobiliare di quattro linee di nobiltà per parte di madre ed altrettante per parte di padre, cioè sedici quarti di nobiltà che aggiunti l'uno all'altro ne facevano sessantaquattro in totale. Per la nobiltà comitale borgognona e della Lorena era un onore avere una figlia canonichessa a Remiremont (una figlia di Enrico IV di Francia non fu accettata per carenza nobiliare, poiché la madre Maria de' Medici discendeva da una famiglia di origine borghese).
I Vosgi contavano tre capitoli nobili e Remiremont era il più prestigioso. Per gerarchizzare la nobiltà di questi capitoli si diceva: «Le signore di Remiremont, le signorine di Épinal, le cameriere di Poussay e le lavandaie di Bouxières».
Fu alla fine dell'XI secolo che ebbe inizio la secolarizzazione dell'abbazia e questa fu completata e definitiva alla fine del XII.
Solo la badessa pronunciava i voti perpetui mentre le canonichesse solo voti temporanei e portavano vesti secolari.
Esse lasciarono quindi il saio per «un fastoso costume grigio-perla, guarnito di pelliccia bianca, con in testa una gentile mantiglia bianca». Esse avevano il diritto di optare in qualsiasi momento per la vita libera e di lasciare il capitolo per sposarsi. Non abitavano più nel convento, ma in alloggiamenti loro con una numerosa schiera di domestici. Ciascuna di esse si sceglieva una "Nipote" che le sarebbe succeduta a tempo debito. Il loro numero non superò mai quello di 72 ed al momento della rivoluzione il capitolo contava 32 canonichesse e 21 nipoti.
La soppressione del capitolo di Remiremont fu votata il 7 dicembre 1790 e solo qualche voce coraggiosa si levò contro tale decisione.

## Organizzazione
L'autorità spirituale e temporale dell'abbazia si estendeva sul considerevole territorio di 78 parrocchie e 74 signorie e, come scrive il canonico Lévêque, si viveva molto bene sotto il bastone pastorale delle dame di Remiremont.

### Organizzazione spirituale
Il governo abbaziale era monarchico. Alla sua testa stava una badessa, che veniva eletta con scheda segreta ma la sua elezione doveva essere confermata con bolla pontificia. Gli attributi della badessa erano un anello di zaffiro, un pastorale d'oro e un cappuccio impellicciato con ermellino. L'elezione di una nuova badessa dava corso a tre giorni di feste offerte dalla medesima che concedeva così il diritto ad un felice evento.
Quando moriva una badessa, Remiremont ed i villaggi soggetti all'autorità abbaziale prendevano il lutto. Le campane dell'abbazia suonavano a morto per tre mesi, tre volte al giorno, e quelle dei villaggi per quattro settimane.
Al suo seguito due alte dignitarie: la Dama Decana, che aveva fra gli altri il compito di scegliere le nuove canonichesse e fare un'inchiesta sulle postulanti, e la Dama Segreta alla quale spettava l'incombenza dell'organizzazione della sacrestia e della decorazione della chiesa. Seguivano poi le due Dame ufficiali principali, l'Elemosiniera e la Sonrière ed ancora dieci dame "ufficiali" e poi le canonichesse semplici e le "nipoti".

### Organizzazione temporale
Per la gestione delle cose temporali, la badessa e le dame avevano a loro disposizione quattro alti funzionari. Il più importante era il Gran Prevosto, rappresentante legale del Capitolo ed amministratore di undici signorie e di due decanati. Veniva come secondo il Gran Cancelliere, che aveva in gestione sedici banati. Infine il Piccolo Cancelliere, che aveva in carico quattordici piccole signorie ed infine il Grand Sonrier, esattore di alcuni canoni.
Originariamente questi compiti erano demandati ad alcuni monaci, poi furono trasferiti a gentiluomini di provata nobiltà.
Fu solo verso la fine del XVIII secolo che i borghesi poterono accedere a queste cariche. Essi erano tuttavia provvisti di una noblesse de dignité, una sorta di "nobiltà personale".

### La guerra degli stemmi del 1566
Nel 1566 ebbe luogo la cosiddetta "guerra degli stemmi". Per mostrare la loro vicinanza all'Impero e nel contempo l'indipendenza dalla Lorena, le dame di Remiremont avevano fatto appendere nella città alcuni stendardi con le aquile imperiali. Il duca di Lorena Carlo III, approfittando dell'assenza dell'imperatore Massimiliano II, occupato in Ungheria, fece rimuovere con la forza tali stendardi per far riconoscere la sua sovranità. La disputa fra badessa e duca si risolse a favore di quest'ultimo e l'abbazia non poté mai più ricuperare la sua antica posizione.

### La guerra dei trent'anni
Nel luglio del 1638, nel corso della guerra dei trent'anni, Remiremont fu posta sotto assedio dai francesi al comando del Grand Turenne, badessa e canonichesse aiutarono la popolazione ed in poche ore le tre brecce, aperte dai cannoni francesi nelle mura della città, furono richiuse.
Quando soldati e borghesi non furono più in grado di sorvegliare le mura e compiere le indispensabili opere per impedire al nemico di dilagare nelle vie cittadina, il comandante loreno requisì anche la popolazione femminile ma le donne si rifiutarono di uscire di casa. Allora la badessa, principessa Caterina di Lorena, che si trovava fortunatamente nella città, accorse con le canonichesse, dando così l'esempio di obbedienza e di lavoro. Di fronte ad esso, ciascuna donna volle darsi da fare ed i danni furono prontamente riparati. Il 5 luglio una compagnia di cavalleggeri loreni, provenienti dalla Franca Contea, riuscì ad entrare in Remiremont ed il marchese della città riuscì a far entrare altri cinquanta fanti. I francesi, respinti dall'ostinata resistenza degli assediati, tolsero il campo il giorno 8 luglio, dopo aver perduto 700 uomini fra morti, feriti e prigionieri.

## Costumi
Il lunedì della Pentecoste le parrocchie vicine rendevano omaggio a questo Capitolo con una cerimonia chiamata Kyrioles ed alla elezione di ogni nuova badessa i duchi di Lorena, sovrani diretti dell'abbazia, dovevano venire a Remiremont per giurare che avrebbero continuato ad accordare la loro protezione.

## Le badesse
Ida d'Alsazia
Ida fu badessa nel 1030. Ella era figlia del conte d'Alsazia e della moglie Giuditta, figlia d'Adalberto II conte di Metz, ed il fratello Gerardo II d'Alsazia divenne conte di Metz. Ida era prozia di Gisella d'Alsazia;
Gisella d'Alsazia
La badessa Gisella era la figlia più giovane di Gerardo d'Alsazia, fondatore della Casa di Lorena, fedele suddito degl'imperatori Enrico III ed Enrico IV e protettore dell'abbazia di Remiremont.
Fu da Enrico IV che la badessa Gisella di Lorena ottenne il 28 settembre 1070 l'indipendenza politica dell'abbazia. Gisella non esitò ad andare a Mantova per incontrare l'imperatore. Il documento firmato dall'imperatore attestava che Remiremont era sotto la sua protezione e che l'abbazia dipendeva dalla sola autorità imperiale. Remiremont divenne così un feudo diretto dell'Impero, indipendente dagli stati della Lorena. Anche se il documento imperiale non menziona direttamente il diritto dell'abbazia a battere moneta, vi si trova la frase seguente :
«Monettarii di burgo Romariensi debent VII libras piperis...» cioè «I monetieri di Remiremont dovranno sette libbre di pepe.»
L'abbazia emetterà piccole monete fino al XIII secolo. Il 24 aprile 1088, qualche settimana dopo la sua elezione, Eude di Chatillon, divenuto papa con il nome di Urbano II, concesse all'abbazia la sua indipendenza ecclesiastica. Le suore benedettine furono rimpiazzate da un capitolo di 98 canonichesse.
Giuditta di Vaudémont
Giuditta divenne badessa verso il 1110. Nipote della badessa Gisella, era figlia di Gerardo I di Vaudemont e pronipote di papa Leone IX. Giuditta divenne anche badessa della San Pietro di Metz. Ella dovette lottare contro le pretese del duca Simone e quelle di suo figlio, il duca Matteo.
Eufronia di Lorena
Eufronia, chiamata talvolta anche Fronica, divenne badessa verso il 1150. Era figlia di Teodorico II, detto Il Coraggioso, duca di Lunéville.
Clementina
badessa dal 1189 al 1211, riuscì a raccogliere i fondi per la ricostruzione della chiesa abbaziale, distrutta da due incendi, uno nel 1057 e l'altro nel 1145;
Agata di Lorena
badessa morta nel 1242, figlia del duca Federico I di Lorena e di Ludmilla Piast, duchessa della Grande Polonia;
Agnese di Salm
Agnese di Salm fu eletta badessa di Remiremont nel 1242, alla morte della zia, Agata di Lorena, e morì il 15 gennaio 1280. Si conservano ancora il suo testamento e la sua pietra tombale (ritrovata nel 1752, allorquando fu demolita una delle cappelle della chiesa abbaziale). Ella ebbe numerose seccature con Federico III di Lorena, che danneggiò le terre dell'abbazia ed arruolava per la guerra abitanti che dipendevano dal capitolo. Agnese chiese aiuto a papa Clemente IV che le diede ragione e scomunicò Federico III;
Clementina d'Oyselet
La successione della badessa Agnès era delicata. Due clan si fronteggiavano nell'abbazia, quello dei Lorena e quello della Franca-Contea. Quest'ultimo, che contava un maggior numero di seguaci, elesse nel luglio 1307 Clementina. La ricostruzione della chiesa abbaziale continuò e la badessa si fece ritrarre sul portale nord fra il papa e l'imperatore per rammentare i privilegi spirituali e temporali dell'abbazia.
Eleonora di Châlons
Eleonora fu eletta nel 1349 «…avant Pâques qui était en 1350 suivant notre manière de compter» (…prima di Pasqua che era nel 1350, secondo il nostro modo di contare).
Giovanna d'Aigremont
Giovanna fu eletta badessa nel maggio del 1404 ed amministrò l'abbazia con abilità. Al momento del Grande scisma d'Occidente, ella prese posizione in favore del papato di Avignone;
Henriette d'Amoncourt
Henriette d'Amoncourt fu eletta badessa dopo che l'elezione di Caterina d Blâmont, avvenuta dopo la morte di Giovanna d'Aigremont, fu respinta da papa Gregorio XII il 18 giugno del 1412
Margherita di Salvaine
Isabella di Demengeville
Henriette di Vienne
Giovanna de Chauviré
Alice de Parroye
Giovanna d'Anglure
Giovanna d'Anglure fu eletta a seguito dell'intervento del papa, che non approvò l'elezione, avvenuta il 28 gennaio 1474, di Caterina di Neuchâtel, in quanto quest'ultima non era ancora diciottenne al momento della sua elezione;
Agnese di Dommartin
deceduta nel 1508
Alice di Choiseul
Alice era la figlia di Guglielmo di Choiseul e di Giovanna del Chatelet. Ella fu badessa dal 1509 al 1521. La sua successione fu complicata in quanto ella aveva scelto per succederle la nipote Maddalena di Choiseul, contro il gradimento delle Dame;
Maddalena di Choiseul
Rimase a capo dell'abbazia solo qualche mese; morì successivamente il 30 dicembre 1549;
Nicoletta di Dommartin
Nicoletta era la sorella della badessa Agnese di Dommartin e fu eletta dalle Dame ma la sua elezione ricevette la conferma da Roma solo nel 1524;
Margherita d'Haraucourt
Margherita d'Haraucourt era stata designata alla successione dalla precedente badessa, Nicoletta di Dommartin
Margherita di Neuchâtel
Margherita di Neuchâtel dovette il titolo al fatto che Alice di Choiseul l'aveva indicata al secondo posto fra quelle che erano designate a succederle. Il papa ne confermò l'elezione;
Renata di Dinteville
La badessa Renata, morta nel 1580 dovette far valere i diritti dell'abbazia, che doveva riferire solo all'autorità dell'imperatore, allora Ferdinando I, in contestazione con Carlo III di Lorena;
Barbe de Salm
Barbe era la figlia del conte di Salm, Giovanni VIII. Fu eletta badessa nel 1580, alla morte di Renata di Dinteville. Fu sotto il suo abbaziato che la dizione «…appartenente all'Ordine di San Benedetto…» sparì dai documenti. Grazie a sagge direttive, ella protesse la città dalla pestilenza del 1588. Morì a Remiremont il 31 maggio 1602;
Beatrice Geronima di Lorena
Caterina di Lorena
Figlia del duca di Lorena Carlo III, detto il Grande, Caterina di Lorena tentò invano di riformare il monastero e fondò le Dame del Santissimo Sacramento. Difese con successo le terre e la popolazione che dipendevano dall'abbazia durante la guerra dei trent'anni, facendone accettare e rispettare dal re di Francia e dal duca di Lorena la neutralità;
Elisabetta d'Orléans
Elisabetta era la figlia di Margherita di Lorena, che fu coadiutrice dell'abbazia nel 1618, e di Gastone di Francia, duca d'Orléans, fratello di Luigi XIII. Ella divenne badessa alla morte della prozia, la badessa Caterina, nel 1648, all'età di due anni. Lascio poi i voti e nel 1667 sposò Luigi Giuseppe di Lorena, sesto duca di Guisa;
Beatrice di Lorena
Beatrice era figlia di Francesco-Maria di Lorena e fu eletta badessa il 4 agosto 1771;
Anna Carlotta di Lorena
Anna Carlotta era la tredicesima dei quattordici figli del duca Leopoldo di Lorena e fu eletta badessa il 10 maggio 1738. Sotto la sua direzione il capitolo ritrovò la sua serenità. Ella fece costruire un ospedale ed una scuola per le ragazze;
Maria-Cristina di Sassonia
Maria-Cristina di Sassonia divenne subito coadiutrice dell'abbazia e ne fu eletta badessa all'unanimità nel novembre 1773, alla morte di Anna-Carlotta di Lorena. Ella veniva a Remiremont almeno una volta l'anno. La città di Remiremont le deve la rete fognaria, la classificazione degli archivi del Capitolo e l'apertura del cantiere per la ricostruzione della chiesa capitolare. Morì il 17 novembre 1782 e la sua salma, traslata dall'Alsazia a Remiremont, vi fu solennemente inumata il 15 ed il 16 dicembre;
Luisa Adelaide di Borbone-Condé
La principessa Luisa Adelaide di Borbone-Condé fu l'ultima badessa sotto l'Ancien Régime. Era figlia di Luigi-Giuseppe di Borbone, principe di Condé, e di Carlotta di Rohan-Soubise. Nel 1801 entrò tra le Benedettine dell'Adorazione Perpetua a Varsavia, presso le quali prese i voti il 21 settembre 1802 con il nome di Maria Giuseppa della Misericordia. Alla sua morte, avvenuta nel 1824, ella era priora del monastero di Saint-Louis du Temple, da lei stessa fondato.